# Pelecopsis senecicola
Pelecopsis senecicola är en spindelart som beskrevs av Holm 1962. Pelecopsis senecicola ingår i släktet Pelecopsis och familjen täckvävarspindlar.
Artens utbredningsområde är Uganda. Inga underarter finns listade i Catalogue of Life.